# Supercupa României la handbal feminin 2020-2021
Supercupa României la handbal feminin 2020–2021 a fost a 11-a ediție a competiției de handbal feminin românesc, organizată de Federația Română de Handbal (FRH) cu începere din 2007. Ediția 2020–2021 s-a desfășurat pe 29 august 2021, de la ora 15:30, în Sala Polivalentă „Danubius” din Brăila.
Pe 1 iunie 2021, Consiliul de Administrație al FRH a decis ca Supercupa să coincidă cu finala Cupei României, adică învingătoarea din finala Cupei să devină automat și câștigătoarea Supercupei, fără să se mai organizeze un meci în acest scop. SCM Gloria Buzău, învingătoarea din finala Cupei României, și-a adjudecat astfel și Supercupa României.

## Televizări
Partida a fost transmisă în direct de canalul 1 al Televiziunii Române și difuzată online și pe platforma de streaming a FRH, tv.frh.ro.

## Echipe participante
Regulamentul de desfășurare a competiției preciza că în Supercupă se vor înfrunta câștigătoarele celor două semifinale ale Cupei României 2019-2020. Acestea au fost SCM Gloria Buzău și CSM București.

## Dată
Data desfășurării finalei Cupei României, care a coincis cu Supercupa României, a fost anunțată pe 29 iunie 2021.
Spre deosebire de întrecerea feminină, întrecerea masculină s-a desfășurat separat de turneul Cupei României. Competiția a fost găzduită de Sala Polivalentă din Alexandria, pe 25 august.

## Bilete
Biletele s-au pus în vânzare online, dar au putut fi cumpărate și de la casieriile sălilor de sport în zilele de competiție. Spectatorii au fost supuși unui control epidemiologic înainte de intrarea în sală.

## Partidă
Partida a fost condusă de perechea de arbitri Bogdan Stark (din București) și Romeo Ștefan (din Ploiești).
| 29 august 2021 TVR 1, tv.frh.ro15:30 | SCM Gloria Buzău | 35 – 29 | CSM București | Sala Polivalentă „Danubius”, Brăila Arbitri: Stark, Ștefan |
| 29 august 2021 TVR 1, tv.frh.ro15:30 | Zamfirescu 8     | (17–15) | Broch 8       | Sala Polivalentă „Danubius”, Brăila Arbitri: Stark, Ștefan |
| 29 august 2021 TVR 1, tv.frh.ro15:30 | 3× 2×            | Raport  | 1× 3×         | Sala Polivalentă „Danubius”, Brăila Arbitri: Stark, Ștefan |

## Statistici

### Clasamentul marcatoarelor
Actualizat pe 29 august 2021
| Poz. | Nume                       | Echipă           | Goluri |
| ---- | -------------------------- | ---------------- | ------ |
| 1    | Yvette Broch (NED)         | CSM București    | 8      |
| 1    | Mădălina Zamfirescu (ROU)  | SCM Gloria Buzău | 8      |
| 3    | Alina Czeczi (ROU)         | SCM Gloria Buzău | 5      |
| 3    | Alina Ilie (ROU)           | SCM Gloria Buzău | 5      |
| 3    | Carmen Martín (SPA)        | CSM București    | 5      |
| 3    | Cristina Neagu (ROU)       | CSM București    | 5      |
| 3    | Alexandra Subțirică (ROU)  | SCM Gloria Buzău | 5      |
| 8    | Barbara Lazović (SLO)      | CSM București    | 4      |
| 8    | Elizabeth Omoregie (SLO)   | CSM București    | 4      |
| 8    | Natalia Vasilevskaia (BLR) | SCM Gloria Buzău | 4      |
| 11   | Andreea Rotaru (ROU)       | SCM Gloria Buzău | 3      |
| 11   | Andra Moroianu (ROU)       | SCM Gloria Buzău | 3      |
| 13   | Martine Smeets (NED)       | CSM București    | 2      |
| 14   | Marija Petrović (SRB)      | SCM Gloria Buzău | 1      |
| 14   | Abigail Vălean (ROU)       | SCM Gloria Buzău | 1      |